# Le Freney-d’Oisans
Le Freney-d’Oisans ist eine französische Gemeinde mit 255 (Stand: 1. Januar 2022) Einwohnern im Département Isère in der Region Auvergne-Rhône-Alpes (vor 2016 Rhône-Alpes). Sie gehört zum Arrondissement Grenoble und zum Kanton Oisans-Romanche.

## Geographie
Die Gemeinde Le Freney-d’Oisans liegt in den Westalpen, etwa 35 Kilometer südöstlich von Grenoble am Fluss Romanche. Le Freney-d’Oisans befindet sich zwischen den berühmten Wintersportzentren von Les Deux-Alpes und Alpe d’Huez. Im Norden reicht das Gemeindegebiet bis über den Gletscher Glacier de Sarenne, den Gipfel des 3327 m hohen Pic du Lac Blanc und den 3382 m hohen Gipfel des Pic de la Pyramide bis zum 3465 m hohen Gipfel des Pic Bayle, im Osten bis nahe an die Chambon-Talsperre und im Süden bis an den Fuß des Oisans-Massivs. Umgeben wird Le Freney-d’Oisans von den Nachbargemeinden Vaujany im Norden, Clavans-en-Haut-Oisans im Osten und Nordosten, Mizoën im Osten, Les Deux-Alpes im Süden, Auris und Huez im Westen sowie Oz im Nordwesten.

## Bevölkerungsentwicklung
| Jahr                       | 1962 | 1968 | 1975 | 1982 | 1990 | 1999 | 2006 | 2012 | 2021 |
| -------------------------- | ---- | ---- | ---- | ---- | ---- | ---- | ---- | ---- | ---- |
| Einwohner                  | 210  | 154  | 133  | 180  | 177  | 221  | 270  | 252  | 250  |
| Quellen: Cassini und INSEE |      |      |      |      |      |      |      |      |      |

## Sehenswürdigkeiten
- Kirche Saint-Arey
- Kapelle Saint-Joseph
- Kapelle Notre-Dame-de-Pitié im Ortsteil Puy le Bas
- Kapelle Notre-Dame-du-Bon-Secours-et-Saint-Antoine im Ortsteil Puy le Haut

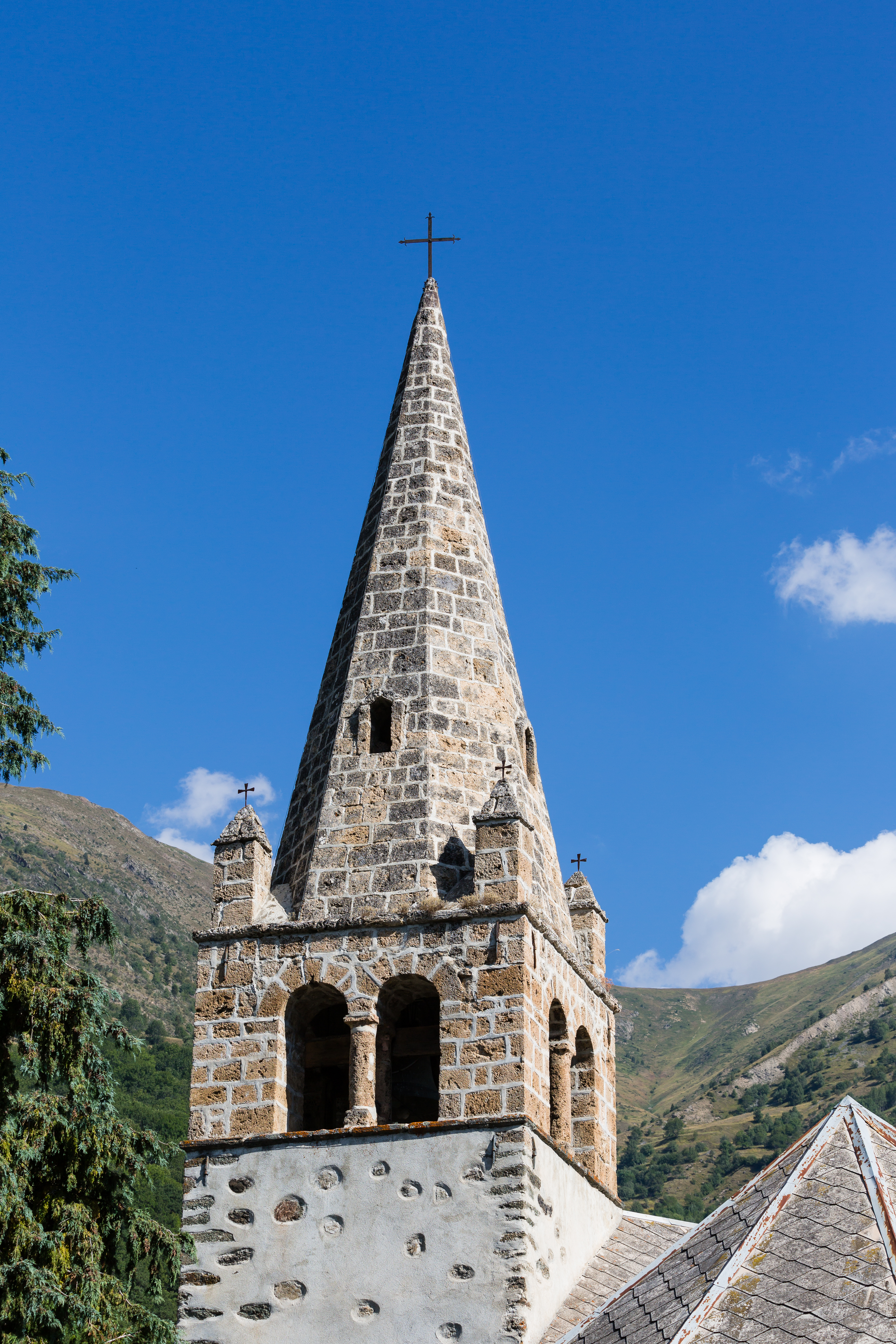
Turm der Kirche Saint-Arey